# Broederschap van Sint-Gummarus

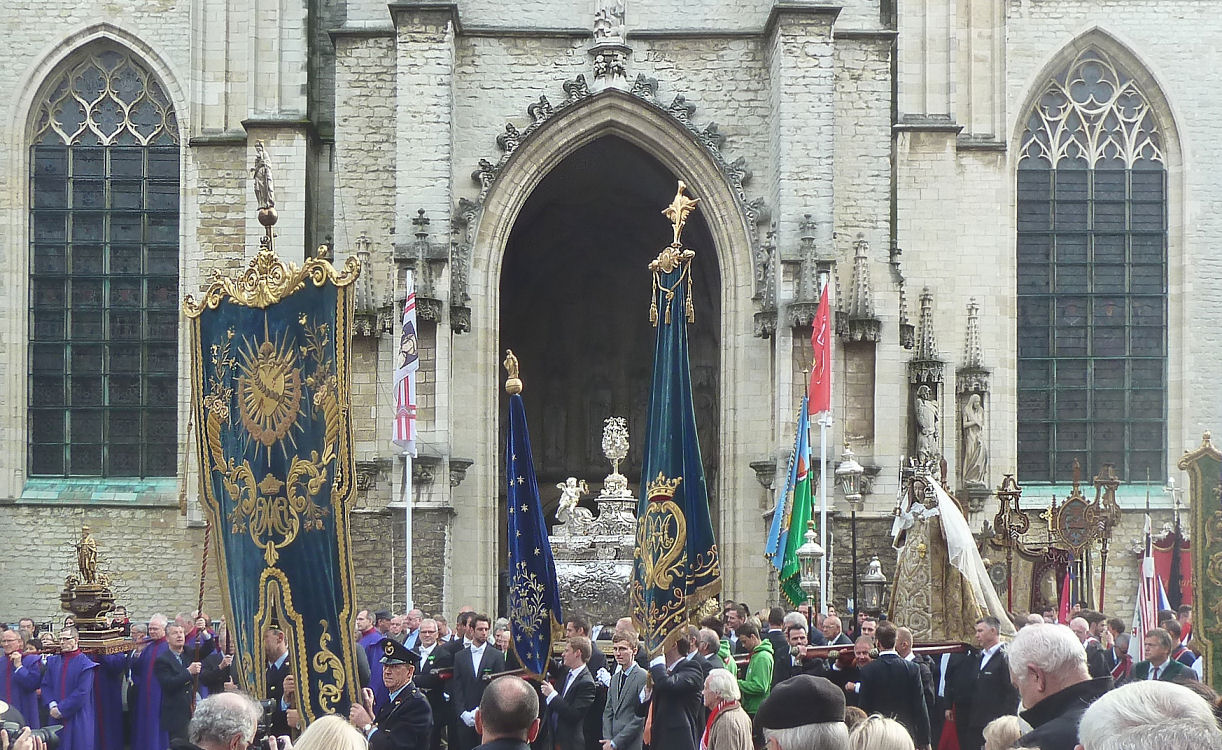
Sint-Gummarusprocessie in Lier

De Broederschap van Sint-Gummarus  (ook Confrerie van Sint-Gummarus) is een katholieke broederschap, die zetelt in de Sint-Gummaruskerk van Lier.

## Geschiedenis
Deze broederschap werd erkend in 1926 en episcopaal goedgekeurd door de aartsbisschop van Mechelen-Brussel, kardinaal Van Roey. Ze heeft tot doel de verering en cultus rond de patroon van Lier, Sint-Gummarus, te bevorderen. De devotie van deze heilige leeft sinds eeuwen in Lier, waar zijn relieken worden bewaard en vereerd.

## Lidmaatschap
De meeste leden van de broederschap zijn parochianen uit Lier, maar een aantal is ook van elders. Vooral mannen treden toe, uit devotie tot hun patroonheilige. De Broeders van Sint-Gummarus wordt gevraagd actief deel te nemen aan de processie en de verering van Sint-Gummarus te promoten. De proost zorgt voor de geestelijke begeleiding.

## Activiteiten
De Confrerie van Sint-Gummarus promoot en organiseert de Sint-Gummarusbedevaart en de jaarlijkse Sint-Gummarusprocessie met noveen. Tijdens deze processie wordt de processiebaar met het grote reliekschrijn door zestien dragers plechtig rondgedragen door de straten van Lier. Omwille van deze historische ommegang is de broederschap opgenomen als erfgoedorganisatie door de "Erfgoedcel Kempens Karakter".